# Barclaya longifolia
Barclaya longifolia là một loài thực vật có hoa trong họ Nymphaeaceae. Loài này được Wall. miêu tả khoa học đầu tiên năm 1827.